# Casa Solar de los Bustos
La Casa Solar de los Bustos es un inmueble de la localidad española de Villanueva de los Infantes, en la provincia de Ciudad Real.

## Descripción
Se ubica en el municipio ciudadrealeño de Villanueva de los Infantes, en la comunidad autónoma de Castilla-La Mancha. Su origen se remonta al siglo XVI.
El 2 de noviembre de 1990 fue declarado bien de interés cultural, mediante un real decreto publicado el día 6 de ese mismo mes en el Boletín Oficial del Estado, con la rúbrica del rey Juan Carlos I y de Jorge Semprún Maura, ministro de Cultura.